# Dryobotodes angusta
Dryobotodes angusta là một loài bướm đêm trong họ Noctuidae.